# П'єро (новела)
«П'єро́» (фр. Pierrot) — новела французького письменника Гі де Мопассана, видана у 1882 році. Сюжет твору розповідає історію жадібної пані Лефевр, яка намагається позбутися дворового собаки, борючись з власним сумлінням.

## Історія
Новела «П'єро» вперше була надрукована в газеті «Le Gaulois» 1 жовтня 1882 року. Автор присвятив її Анрі Ружонові — письменнику і службовцю, який 1878 року протегував Мопассана на посаду в Міністерстві освіти. Наступного року Гі де Мопассан включив цю новелу до складу збірки «Бекасові казки». Перше українське видання твору в перекладі Бориса Козловського побачило світ у видавництві художньої літератури «Дніпро» у восьмитомному зібранні новел Гі де Мопассана. Крім того, «П'єро» увійшов до двотомного зібрання вибраних творів письменника, яке побачило світ у тому ж видавництві в 1990 році.

## Сюжет
Захланна вдова Лефевр мешкає самотньо в сільському будиночку зі служницею Розою. Одної ночі в них з городу викрали десяток цибулин, після чого удовицю охопив страх як за майно, так і за власне беззахисне життя. Односелець порадив їй завести собаку. Та пані Лефевр не бажає купляти пса за гроші. Внаслідок такої жадібності їй задарма дістається хирляве цуценя, яке виростає в невеличкого на зріст і негодящого сторожа.
З безпутністю П'єро удовиця ще може змиритися в розрахунку на те, що песик бігатиме селом і сам шукатиме їжу, та її вражає жахлива звістка — податок на собак. Намагаючись уникнути витрат, вона відносить улюбленця до шахти, на дні якої він має померти з голоду, якщо його не з'їсть більший за розміром чотирилапий вигнанець. Кинувши песика на дно кам'яного колодязя, жінка проймається сентиментальною чуйністю і вже жалкує про свій вчинок. Вона просить робітника витягти П'єро, але той править за роботу цілих 4 франки. Не в змозі поступитися такою силою грошей, вдова Лефевр обирає дешевший спосіб вирішення проблеми — щоденно спускає П'єро хліб. Деякий час ця методика працює бездоганно, доки одного дня на дні шахти вона не почула голоси двох собак. Тепер перед нею постала дилема: годувати двох собак або дозволити більшому з'їсти меншого. Пані Лефер відмовляється від годування, забираючи навіть рештки вже кинутого до шахти хліба.

## Аналіз твору
Новела «П'єро» має психологічний характер і показує як моральні вади людини, так і жорстоку боротьбу, яку доводиться вести героїні з власним сумлінням. Патологічна жадібність перетворює життя вдови на суцільну боротьбу з «нещастями», дійсною причиною яких є її власні нахили. Щоби не хотіла мати пані Лефевр — спокій уночі, собаку, розв'язання проблеми чужими руками — все потребує від неї «жертв»: задля спокою треба купити пса, задля утримання П'єро — годувати його і платити податок, навіть спроба позбутися песика чужими руками вимагає грошових витрат! В кожній з цих ситуацій пані Лефевр виходить переможницею… над власною совістю.
Хоча основна тема твору — гріховні почуття і власницькі нахили людини, однак опосередковано в ній підіймається і проблема жорсткого поводження з тваринами. Адже вдова Лефевр не єдина у селі, хто позбувається домашніх улюбленців у такий нелюдський спосіб.